# Вълшебният кораб
„Вълшебният кораб“ е първата книга от трилогията „Сага за живите кораби“ на Робин Хоб.

## Сюжет
Във „Вълшебният кораб“ действието ни отнася на юг от Шестте херцогства, в Бинград. Там живеят Дъждовните търговци, които създават кораби от живо дърво. Алтея Вестрит се надява да наследи кораба „Вивачия“, но за нейна неприятна изненада корабът попада в зет ѝ Кайл Хейвън – способен капитан, но безскрупулен човек. Докато Алтея планира как да си върне кораба, Кайл решава да се включи в търговията с роби на Калсида, навличайки си гнева на кораба. Нещо повече – тъй като отчаяно се нуждае от човек от рода Вестрит, за да контролира кораба, той превръща сина си Унтроу в жив заложник.
Междувременно пиратът Кенит – опитен манипулатор и действена фигура – има една мечта: да стане пиратски крал. Никой не е успял, дори жестокият Игрот... но Кенит има план.
Съветничката Серила е отчаяна. Сатрапът на Джамийлиля, Косго, е разглезен и надут, и твърдо решен да я има в леглото си. Когато тя отказва, той я предава на калсидците като тяхна робиня. Ще успее ли Серила да се измъкне и да реализира бъдещето си в Бинград?
В Бинград се появява майсторката на играчки, Янтар. Наглед незначителна фигура, тя ще промени баланса на силите. Който е чел трилогията „Придворният убиец“, ще се сети, че това е шутът, маскиран като жена.
Подводните змии са изпаднали в затруднено положение – изгубили са крайната си цел, местата, подходящи, за да какавидират и да навлазят в следващ стадий на живота си. Повечето змии се отправят на север, но Молкин убедено насочва своята плетеница на юг. Дали е прав?